# Stojan Milković
Stojan Milković, bosansko-hercegovski general, * 27. junij 1915, Lušci Palanka, † ?.

## Življenjepis
Leta 1941 je vstopil v NOVJ in KPJ. Med vojno je bil med drugim poveljnik 17. in 21. brigade. Po vojni je bil načelnik štaba divizije, poveljnik brigade, predavatelj v Vojni šoli in VVA JLA.